# Приёмистость
Приёмистость — время изменения режима работы поршневого или газотурбинного двигателя в сторону заданного увеличения оборотов. Может быть однозначно охарактеризована временем приёмистости — то есть временем, прошедшим от начала движения органом управления двигателем до выхода двигателя на установившийся повышенный режим работы.
Время приёмистости поршневого двигателя обычно значительно (приблизительно в 2-3 раза) меньше времени приёмистости газотурбинного двигателя.
Для газотурбинного двигателя приёмистость может быть как полной — от малого газа до взлётного режима, так и частичной — от малого газа до другого повышенного режима, например, номинального. Время полной приёмистости современных газотурбинных двигателей обычно находится в диапазоне 3-9 секунд.
Время приёмистости ГТД ограничивается следующими факторами:
- допустимый заброс температуры газа перед турбиной.
- инерция присоединённых к турбине потребителей (воздушный или несущий винт, вентилятор, компрессор).

Для соблюдения требуемых параметров при переходных режимах ГТД действуют ограничения на перемещение по времени органов управления двигателем, а также часто устанавливаются различные автоматические системы.